# Ommata bilineaticollis
Ommata bilineaticollis là một loài bọ cánh cứng trong họ Cerambycidae.